# Protoita petersi
Protoita petersi (лат.) — вид ископаемых мелких наездников из семейства †Protoitidae надсемейства хальцид (Chalcidoidea). Обнаружен в меловом ливанском янтаре (около 130 млн лет). Один из древнейших представителей надсемейства Chalcidoidea. Видовой эпитет является патронимом в честь немецкого энтомолога Ральфа Петерса (Dr Ralph Peters), за его работу по ранней диверсификации Chalcidoidea.

## Описание
Мелкие перепончатокрылые насекомые (длина 0,913 мм). Усики 14-члениковые. Самка Protoita petersi отличается от самок других видов рода следующим сочетанием признаков: голова не такая поперечная, как у других видов, ее ширина в дорсальном виде примерно в 1,6 раза превышает длину; булава 2-сегментная; конечный членик булавы на 0,5× длиннее предыдущего; постмаргинальная жилка переднего крыла равна по длине стигмальной жилке, обе короткие; базальная жилка очень короткая и широкая. Маргинальные волоски заднего крыла не длиннее ширины заднего крыла. Вид был впервые описан в 2023 году группой палеоэнтомологов из Германии, Китая, Ливана и Чехии. Как и другие таксоны из Protoitidae это древнейшие (с возрастом около 130 млн лет) представители надсемейства Chalcidoidea.